# Los piratas del Halifax
Los piratas del Halifax o Bolsas de viaje (Bourses de voyage) es una novela del escritor francés Jules Verne, publicada en el Magazine de ilustración y recreo (Magasin d’Education et de Récréation) desde el 1 de enero (volumen 17, número 193) hasta el 15 de diciembre de 1903 (volumen 18, número 216), y en un tomo doble el 19 de noviembre de ese mismo año.
Es la cuarta de las novelas de la serie "Viajes extraordinarios" que tienen como protagonistas a niños, y en ella se narra un viaje por las Antillas Menores.

## Argumento
En Los piratas del Halifax nueves jóvenes de diversas nacionalidades, estudiantes del Antillian School de Londres, reciben una beca para un viaje a las Antillas, región de la cual son oriundos. El navío que los conducirá desde Inglaterra hasta la isla de Barbados, donde reside la Sra. Seymour, mecenas del viaje, es el Alerta.
Sin embargo, la noche antes de embarcar, la nave es tomada por un grupo de fugitivos: los piratas del Halifax, a las órdenes de Harry Markel y su hombre de confianza, John Carpenter. Después de matar a la tripulación y de asumir su identidad, se convierten en los pilotos de los estudiantes y de su ingenuo guía, Mr. Patterson, preparándose para matarlos también. Sin embargo, Markel se entera de que, al llegar a su destino, cada joven recibirá una fuerte suma de dinero de manos de la Sra. Seymour, por lo que retrasa sus planes. Así, los malvivientes sólo esperan que se cumpla el itinerario para apoderarse del dinero que les ha prometido la Sra. Seymour a los pequeños, matarlos y, después, surcar el océano con su nuevo barco, dispuestos a ejercer de nuevo la piratería.
Sin embargo, para mala fortuna de Markel, un marinero llamado Will Mitz toma lugar en el Alerta con recomendación de la Sra. Seymour. Mitz descubre el plan del falso capitán al oír una conversación sostenida por los piratas, e informa de ello a los jóvenes. Tomando ventaja de la oscuridad de la noche, intenta escapar con los chicos y con Mr. Patterson, pero son descubiertos por uno de los vigías, que da la señal de alarma. Después de una breve confrontación, Mitz y los estudiantes consiguen encerrar a Markel y a Carpenter en el camarote del capitán, y al resto de los criminales en la bodega del barco. Así, Mitz, Mr. Patterson y los muchachos toman el control de la nave.
Mientras tratan de escapar, los piratas encuentran ron y se embriagan. Mitz, al ser el único marinero disponible, es incapaz de gobernar la embarcación, por lo cual deciden cambiar de plan. A su vez, Markel y Carpenter consiguen salir y se dirigen a liberar al resto de sus cómplices, pero ya es demasiado tarde. Los piratas sufren una muerte horrible, pues en medio de su borrachera han ocasionado un incendio que hunde el navío.
Entretanto, Mitz, Patterson y los chicos han logrado escapar a bordo de un bote, y pasan tiempos difíciles antes de ser rescatados por otro barco y repatriados a Inglaterra, donde, tras haberse recibido noticias de su aventura, son recibidos por la prensa, sus familiares y una pequeña muchedumbre.
Después de su emocionante y agitado viaje, los chicos se reúnen en la Antillian School, listos para otro ocupado año escolar.

## Personajes
| Nombre          | Nacionalidad | Isla de Nacimiento |
| --------------- | ------------ | ------------------ |
| Roger Hinsdale  | Reino Unido  | Santa Lucía        |
| John Howard     | Reino Unido  | Dominica           |
| Herbert Perkins | Reino Unido  | Antigua            |
| Luis Clodion    | Francia      | Guadalupe          |
| Tony Renault    | Francia      | Martinica          |
| Niels Harboe    | Dinamarca    | Santo Tomás        |
| Axel Wickborn   | Dinamarca    | Santa Cruz         |
| Albert Leuwen   | Países Bajos | San Martín         |
| Magnus Anders   | Suecia       | San Bartolomé      |

## Lista de capítulos
- I El concurso.

- II Las ideas de la señora Seymur.

- III El señor Patterson y su señora.

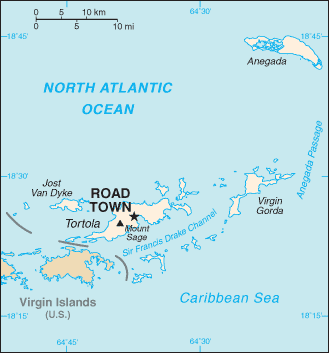
Santo Tomás, San Juan y Santa Cruz.

- IV La taberna de la zorra azul.

- V Golpe de audacia.

- VI Amos a bordo.

- VII El tres mástiles Alerta.

- VIII A bordo.

- IX A la vista de tierra.

- X El viento del nordeste.

- XI En el mar.

- XII A través del Atlántico.

- XIII El aviso “Essex”.

- XIV Santo Tomás y Santa Cruz.

- XV San Martín y San Bartolomé.

- XVI Antigua.

- XVII La Guadalupe.

- XVIII La Dominica.

- XIX La Martinica.

- XX Santa Lucía.

- XXI Barbados.

- XXII Principios de travesía.

- XXIII La noche llega.

- XXIV Will Mitz.

- XXV En medio de las brumas.

- XXVI Dueños del barco.

- XXVII Durante tres días.

- XXVIII A la ventura.

- XXIX Al término del viaje.

## Temas vernianos

### Exploración
En este libro, la narración se vale de la del Mar Caribe como en ningún otro de los "Viajes extraordinarios".

### Niños
Con este libro, Verne cierra su serie de novelas protagonizadas por niños: Un capitán de quince años (1878), Dos años de vacaciones (1888), Aventuras de un niño irlandés (1894), siendo ésta la menos emotiva.